# Schwerer Gustav

Schwerer Gustav so sánh với một dàn phóng tên lửa SS-21 SRBM

Schwerer Gustav (tiếng Anh: Heavy Gustaf hoặc Great Gustaf) và Dora là tên của hai loại pháo lớn được dùng trong thế chiến 2 và là loại pháo được chuyên chở trên xe lửa to nhất và nặng nhất. Nó được thiết kế vào năm 1930 bởi Krupp để nhắm tới mục tiêu là tiêu diệt những pháo đài kiên cố ở phòng tuyến Maginot của Pháp và một số pháo đài khác ở Liên Xô. Khẩu pháo nặng gần 1350 tấn và có thể bắn ra đạn nặng gần 7 tấn ở khoảng cách 37 km (23 dặm). Được thiết kế trong giai đoạn chuẩn bị Chiến tranh thế giới thứ hai và được dự định để tàn phá những pháo đài kiên cố của Pháp nhưng chúng chưa được hoàn thiện để tấn công thì quân đội Wehrmacht đã thắng lớn trong trận chiến nước Pháp với chiến thuật "chiến tranh chớp nhoáng". Gustav được sử dụng trong chiến dịch bao vây Sevastopol trong khuôn khổ chiến dịch Barbarossa. Chúng còn được chuyển đến Leningrad và định bắn vào Warsaw - thủ đô Ba Lan. Gustav bị quân đội Mỹ chiếm được và phá hủy trong khi Dora cũng chịu chung số phận bị tháo rời để khỏi rơi vào tay Hồng Quân. Gustav là khẩu pháo lớn nhất đến giờ và nó cũng có kỉ lục là loại pháo bắn loại đạn mạnh nhất và nặng nhất.

## Phát triển
Vào năm 1934, bộ chỉ huy tối cao quân đội Đức (OKH) đã yêu cầu tập đoàn Krupp ở Essen phải thiết kế một khẩu pháo để hủy diệt những pháo đài ở Maginot Line-Pháp (những pháo đài đã sắp được hoàn thành). Đạn của khẩu pháo phải xuyên qua được một bức tường dày 7m được làm bằng bê-tông.Kĩ sư của tập đoàn Krupp- Dr. Erich Müller đã tính toán rằng để có thể xuyên thủng những bức tường kiên cố như vậy thì loại đạn được bắn ra phải có đường kính 0.8 mét và có trọng lượng khoảng 7 tấn và khẩu pháo theo như thiết kế của Erich nặng hơn 1000 tấn.
Kích thước và trọng lượng của khẩu pháo có nghĩa là nếu muốn di chuyển được nó thì cần phải có 4 đường đắp cao xe lửa.Nòng pháo được thiết kế với cỡ nòng 70 cm, 80 cm, 85 cm và 1 mét.
Tháng 3 năm 1936, trong một chuyến thăm của Hitler đến Essen, Quốc trưởng Phát Xít này đã yêu cầu phải thực hiện bằng được ít nhất một trong số những kế hoạch này. Mặc dù chưa có tài liệu nào đề cập cam kết quyết tâm của Adolf Hitler về vấn đề này nhưng kế hoạch sản xuất siêu pháo cỡ nòng 80 cm đã được các kĩ sư của tập đoàn Krupp bắt tay vào chế tạo.
Toàn bộ kế hoạch sản xuất siêu pháo cỡ nòng 0,8 mét Schwerer Gustav Gun đã được hoàn thành đầu năm 1937. Mùa hè năm đó, quá trình sản xuất loại vũ khí hạng nặng này bắt đầu được tiến hành. Hạn chót để hoàn thành siêu pháo Schwerer Gustav là trước năm 1940 đã không được thực hiện do vấp phải một số vấn đề liên quan đến kỹ thuật và vật liệu chế tạo đầu đạn.

## Thử nghiệm
Cuối năm 1939, các kỹ sư của tập đoàn Krupp đã chế tạo thành công một mẫu siêu pháo và đưa cỗ máy đặc biệt này tới trường bắn Hillersleben để thử nghiệm. Mẫu siêu pháo này đã bắn thử nghiệm thành công, đầu đạn nặng 7,1 tấn của nó có thể chọc thủng bê tông dày 7 mét và một bức tường thép dày 1 mét.
Việc bắn thử nghiệm siêu pháo Schwerer Gustav Gun cỡ nòng 0,8 mét kết thúc giữa năm 1940 vì giai đoạn này một cỗ máy kéo đặc biệt đã được hoàn thành. Mùa xuân năm 1941, Alfried Krupp – một trong những lãnh đạo tập đoàn Krupp đã trực tiếp đón tiếp Quốc trưởng Adolf Hitler tại bãi kiểm nghiệm Rügenwald (Rügenwald Proving Ground). Tại đây, Hitler đã nói rằng Krupp có thể sản xuất loại đầu đạn nặng 11 tấn nếu như được sự cho phép của ông.Cũng chính tại đây, Gustav đã được thử nghiệm bắn loại đạn nặng 7100 kg với khoảng cách 37.210 mét.

## Các mục tiêu

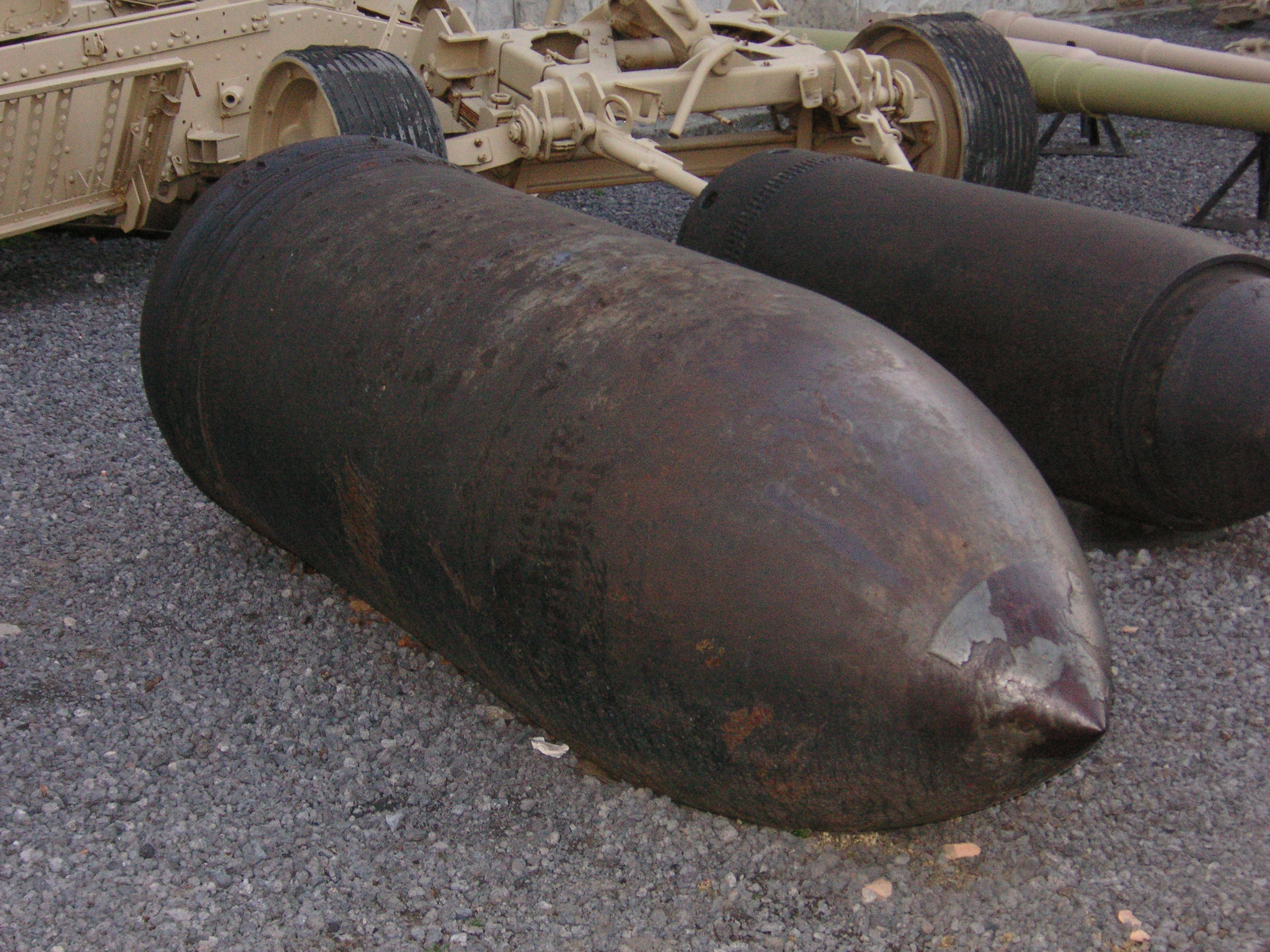
Một vỏ súng Dora (không có sharp ballistic cap) được tìm thấy sau trận chiến tại bãi bắn Đức cũ gần Rügenwalde (nay là Darłowo), triển lãm tại viện bảo tàng Polish Army ở Warszawa.

Những mục tiêu sau đây đã được định sẵn:
- 5 tháng 6
  - Thử nghiệm pháo ở khoảng cách 25.000m - 8 quả pháo được bắn.
  - Pháo đài Stalin-8 quả được bắn.
- 6 tháng 6
  - Bắn pháo đài Molotov - bắn 7 quả.
  - Bắn phá vào White Cliff: Kho vũ khí ở sâu 30 mét dưới mặt nước với lớp bảo vệ bằng bê-tông dày 10m. Sau khi 9 quả pháo từ gustav được bắn, kho đạn bị tàn phá nghiêm trọng và một vài chiếc tàu bị đánh chìm.
- 7 tháng 6
  - Bắn yểm trợ cho bộ binh trong cuộc tấn công ở Sudwestpitze-7 quả được bắn.
- 11 tháng 6
  - Pháo đài Siberia - 5 quả được bắn.
- 17 tháng 6
  - Pháo đài Maxim Gorki - 5 quả được bắn.

Vào cuộc bao vây ngày 4 tháng 6 ở Sevastopol, Gustav đã bắn tất cả 30.000 tấn đạn vào thành phố cảng này. Nó đã bắn hơn 240 quả đạn. Thành phố sau khi bắn bị tàn phá thậm tệ nhưng Gustav bị hư hỏng do bắn quá mức nên được đưa về nhà máy sửa chữa.
Theo đúng như yêu cầu của Hitler về việc tấn công Leningrad, khẩu pháo được tháo dỡ ra và di chuyển đến mặt trận phía Đông để tấn công thành phố Leningrad. Khẩu pháo được đặt cách thành phố 30 km trên tuyến xe lửa Taizy. Khẩu pháo vẫn bắn theo như kế hoạch trong khi đó cuộc tấn công đã bị hủy bỏ. Khẩu pháo được tái sử dụng vào mùa đông năm 1942-1943 gần Leningrad.
Sau đó nó lại được đưa về Đức để sửa chữa. Vì một lý do nào đó khẩu pháo không được sử dụng để bắn phá Warsaw vào năm 1944 nhưng Ba Lan vẫn còn giữ một viên đạn của khẩu Gustav.
Khẩu pháo bị quân đội Mỹ phá hủy để không rơi vào tay Hồng quân Liên Xô vào ngày 22 tháng 4 năm 1945. Nó bị bắt ở khu rừng cách phía bắc Auerbach khoảng 50 km.

## Kíp chiến đấu
Toàn bộ một khẩu siêu pháo Schwerer Gustav được vận hành với 500 quân nhân dưới sự chỉ huy của một sĩ quan cấp thiếu tướng. Khi hành tiến chiến đấu Schwerer Gustav được đặt trên một bệ bắn khổng lồ gắn trên 4 xe gòng chạy đường ray xe lửa. Mỗi chiếc xe gòng có 20 trục, tổng cộng có 80 trục và 160 bánh xe trên 4 xe gòng đặc biệt này.
Ngoài ra, Gustav còn được chuyên chở và di chuyển lên 4 đường đắp cao xe lửa để chuyên chở và di chuyển. Gustav còn được bảo vệ bởi 2 khẩu pháo Flak 88mm lưỡng dụng.

## Biến thể

### Dora
Dora là khẩu pháo thứ 2 được sản xuất sau Schwewer Gustav.Nó được dàn trận để tấn công Stalingrad trong một thời gian ngắn, khi khẩu pháo được chuyên chở đến nơi và được đặt cách thành phố 15 km (9 dặm) về phía tây thành phố vào giữa tháng 8 năm 1942. Dora sẵn sàng được bắn vào ngày 13/9 nhưng nó nhanh chóng rút lui do quân đội Xô-Viết bao vây. Khi quân đội Đức bắt đầu rút lui, họ đã mang theo Dora.Khẩu pháo đã bị phá hủy vào cuối cuộc chiến bởi quân đội Mỹ.

### Langer Gustav
Langer Gustav là khẩu pháo dài với đường kính lên đến 52 cm và một pháo dài 43 mét.Nó được chế tạo để bắn ra loại đạn với tầm "siêu xa", nặng 680 kg với một khoảng cách 190 km. Với khoảng cách này thì Langer Gustav có thể bắn đến tận London. Tuy vậy nhưng khẩu pháo chưa một lần tham chiến bởi vì cuộc ném bom bất ngờ của máy bay không quân hoàng gia Anh ở Essen.

### Dự án chế tạoLandkreuzer P. 1500 Monster
Monster là một loại pháo cơ động và tự hành nặng 1500 tấn và được đặt trên một xe lửa. Được trang bị một khẩu pháo của Schwewer Gustav 80 cm K(E) với hai khẩu bích kích pháo 15 cm sFH và pháo tự động MG 151/15. Nhưng vì nghĩ rằng Monster không thực tế nên vào năm 1943 Albert Speer đã hủy bỏ kế hoạch sản xuất Monster. Khẩu pháo này hoàn toàn có khả năng vượt trội hơn cả Panzer VIII Maus (loại tăng nặng nhất từng được sản xuất) và Landkreuzer P. 1000 Ratte (chưa bao giờ được sản xuất).

## Đạn pháo
Đạn HE
- Trọng lượng đạn pháo: 4,8 tấn (4.800 kg)
- Vận tốc đạn: 820 m/s
- Khoảng cách tối đa: 48 km
- Khối lượng thuốc nổ: 700 kg
- Kích cỡ hố bom: rộng 10m - sâu 10m

### Đạn AP
Các bộ phận chính được làm từ crôm-nikel sắt. Có loại pháo đạn đạo bằng hợp kim.
- Chiều dài vỏ: 3,6 mét
- Trọng lượng đạn pháo: 7.100 kg
- Vận tốc đạn: 720 m/s
- Khoảng cách tối đa: 38 km
- Khối lượng thuốc nổ: 250 kg

## Mẫu
- Pháo Gustav 80 cm – bắn phá Sevastopol vào tháng 3 năm 1942
- Pháo Dora 80 cm – được lên kế hoạch bắn phá Stalingrad nhưng không được thực hiện.
- Pháo Langer Gustav – đã bắt đầu sản xuất nhưng chưa hoàn thiện.